# さとみ (すとぷり)
さとみ（1993年2月24日 - ）は、日本の男性ゲーム実況者、歌い手。6人組エンタメユニットすとぷりのメンバー。

## 活動
2019年9月25日には、自身が作詞を担当した曲も含まれる1stミニアルバム「Memories」がリリースされ、オリコン週間アルバムランキングで初週2位を獲得した。2019年12月30日には、ミニアルバムと同じ名前の「Memories」で東京のZepp Tokyoでワンマンライブを開催した。
2021年2月24日、誕生日に初の3Dモデルでの生配信ライブが開催された。同年8月19日には初のオフィシャルファンブック『さとみめもりー』が発売され、8月31日のトーハンの週刊ベストセラーにてエンターテイメント第1位を獲得。
2023年9月13日、1stフルアルバム『Never End』がリリースされ、オリコンデイリーアルバムランキングで1位を達成した。
2025年7月13日、2025年7月14日からワンマンライブを開催する9月後半頃まで、すとぷりメンバーとしての活動を休止することを発表。

## 人物
すとぷりの最年長メンバーでピンク担当。東京都出身。血液型はAB型。身長は170センチ前後。足のサイズは26センチ。公式ペアはさとみ×ころん（さところ）。ななもり。、ジェルとともに大人組と言われている。
グループでの活動のほかに、YouTubeでの歌ってみた動画やオリジナル曲の投稿、ツイキャスやYouTubeでの生放送、ゲーム実況、声優など、幅広く活動している。ゲーム実況者としては、主に第五人格やマインクラフトを実況している。
猫好きの肩書きを持つ。すとぷりあにまるも猫。実際に猫を4匹（ひなちゃん、みみちゃん、シャルちゃん、やまとちゃん）と犬を1匹飼っている（モカちゃん）。
両親と祖母が調理師免許を持っているためか、料理が得意である。

## ディスコグラフィ

### ミュージックビデオ
| 公開年 | タイトル             | 制作者               | 収録アルバム   |
| ------ | -------------------- | -------------------- | -------------- |
| 2019年 | 「恋をはじめよう」   | えるいー、nanao      | Memories       |
| 2020年 | 「ワンダラー」       | ハヌル               | Never End      |
| 2020年 | 「アサルトラブ」     | mokoppe              | Never End      |
| 2022年 | 「感情色」           | えるいー、nanao      | Never End      |
| 2023年 | 「ヨーイドン」       | えるいー、nanao      | Never End      |
| 2023年 | 「My Heroine」       | しばたろ、nanao      | Never End      |
| 2023年 | 「Midnight Magic」   | 駒木日々、かずらけい | Never End      |
| 2023年 | 「シュガーテイスト」 | てる、なかば         | Never End      |
| 2023年 | 「Save you」         | ぽんすけかいかい     | Never End      |
| 2023年 | 「Never End」        | Yoshiharu Seri       | Never End      |
| 2024年 | 「空欄」             | しろみや、駒木日々   | アルバム未収録 |
| 2025年 | 「あいまいハート」   | たんしお、春夏       | アルバム未収録 |
| 2025年 | 「未恋」             | AIJ                  | アルバム未収録 |

| 公開年 | タイトル              | 制作者           | 収録アルバム            |
| ------ | --------------------- | ---------------- | ----------------------- |
| 2019年 | 「Code - 暗号解読 -」 | まきのせな、空真 | アルバム未収録          |
| 2020年 | 「遊獣浮男ボーイ」    | えるいー、白湯   | すとろべりーねくすとっ! |
| 2020年 | 「脳内ピエロ」        | ヤスタツ         | すとろべりーねくすとっ! |

| 公開年 | タイトル         | 制作者           | 収録アルバム                           |
| ------ | ---------------- | ---------------- | -------------------------------------- |
| 2025年 | 「ハルトレイン」 | しろみや、水呑朔 | Here We Go!! Strawberry Prince Forever |

### 参加作品
| リリース       | タイトル                | アーティスト | 規格品番  | 参加楽曲 |
| -------------- | ----------------------- | ------------ | --------- | --- |
| 2016年8月14日  | りすたーと              | ななもり。   | NN001     | 14.Blessing (ななもり。・すいま・かんなちゃろ・さとみ・ころん・けちゃっぷ) (原曲:halyosy)                               |
| 2019年3月27日  | すとろべりーすたーと    | すとぷり     | STPR-1000 | 4.でこぼこげーむぱーてぃー (さとみ×ころん)                                                                              |
| 2019年7月3日   | すとろべりーらぶっ!     | すとぷり     | STPR-1001 | 5.キングオブ受動態 (ななもり。×さとみ×ジェル)                                                                           |
| 2020年1月15日  | すとろべりーねくすとっ! | すとぷり     | STPR-1006 | 9.遊獣浮男ボーイ (さとみ×ころん) 10.脳内ピエロ (ななもり。×ジェル×さとみ)                                               |
| 2020年11月11日 | Strawberry Prince       | すとぷり     | STPR-1009 | 7.ドラマチックのアンチ (ななもり。×さとみ×ジェル) 14.レべリング (さとみ×ころん) 1.ワールド・ランプシェード (原曲:buzzG) |
| 2021年1月27日  | アスター                | ころん       | STPR-1010 | 12.恋はJust In Me (さとみ×ころん)                                                                                       |
| 2022年12月21日 | Here We Go!!            | すとぷり     | STPR-9016 | 11.ハルトレイン (さとみ×莉犬) 13.天使に口付け (さとみ×ころん)                                                           |

### タイアップ
| 年   | 曲名 | タイアップ                                               | 備考 |
| ---- | ---- | -------------------------------------------------------- | ---- |
| 2025 | 未恋 | 「大阪・東京モーターサイクルショー2025」公式テーマソング |      |

## ライブ・イベント

### ライブ
| 年   | タイトル                      | 規模・月日・会場                                                                   | 備考           |
| ---- | ----------------------------- | ---------------------------------------------------------------------------------- | -------------- |
| 2017 | さとみ生誕祭ソロライブ        | 2月25日 東京都 LIVE INN ROSA                                                       | 初のソロライブ |
| 2018 | Satomi Birthday Live 2018     | 2月24日 東京都 代官山UNIT                                                          |                |
| 2019 | さとはぴ! 新年早々すいません! | 1月6日 東京都 サンリオピューロランド                                               |                |
| 2019 | Memories                      | 12月30日 東京都 Zepp Tokyo                                                         |                |
| 2025 | さとみ ワンマンライブ         | 1会場2公演 - 9月27日予定 神奈川県 横浜アリーナ - 9月28日予定 神奈川県 横浜アリーナ |                |

### イベント
| 年   | タイトル               | 規模・月日・会場                         | 備考           |
| ---- | ---------------------- | ---------------------------------------- | -------------- |
| 2019 | Memories発売記念握手会 | 10月19日 東京都 アニメイト池袋本店       | 初のソロ握手会 |
| 2023 | PRESENT                | 10月9日 東京都 HMV&BOOKS SHIBUYA         |                |
| 2023 | My Heroine             | 10月15日 東京都 恵比寿ガーデンルーム     |                |
| 2023 | Contact                | 10月21日 東京都 タワーレコード渋谷店     |                |
| 2023 | Never End              | 10月28日、29日 東京都 アニメイト池袋本店 |                |
| 2023 | Never End              | 11月3日 大阪府 アニメイト大阪日本橋店    |                |
| 2023 | Never End              | 11月4日 愛知県 日本ガイシフォーラム      |                |

## 出演
テレビアニメ声優
- 妖怪学園Y 〜Nとの遭遇〜（2020年、早押ワカタ）
- カードファイト!! ヴァンガード will+Dress（2023年、佐倉井テンマ）
- ゴー!ゴー!キッチン戦隊クックルン（2024年、さとみ）

ゲーム声優
- 妖怪学園Y 〜ワイワイ学園生活〜（2020年、早押ワカタ）

## 著書
- 『さとみめもりー』（企画・プロデュース：ななもり。、著：さとみ×ななもり。、STPR BOOKS、2021年8月19日初版発行（同日発売[8]）、ISBN 978-4-8456-3665-5）